# Stigmella fervida
Stigmella fervida là một loài bướm đêm thuộc họ Nepticulidae. Nó được tìm thấy ở Nga (Primorskiy Kray) và Trung Quốc (Heilongjiang).
Sải cánh dài 4.2-5.4 mm. Có hai lứa trưởng thành một năm. Con trưởng thành bay vào tháng 6-July và một lần nữa vào spring, although this second generation is only from larvae.
Ấu trùng ăn Quercus mongolica. Chúng ăn lá nơi chúng làm tổ. 